# アレクサンダー大王 -天上の王国-
『アレクサンダー大王 -天上の王国-』（アレクサンダーだいおう てんじょうのおうこく）は、赤石路代による日本の歴史漫画。

## 概要
紀元前4世紀、マケドニア王国の王子・アレクサンダーが理想の国を作るために仲間たちと奔走しながらも、それを阻もうとする力に翻弄される姿を描く。
1997年から1998年にかけて『ミステリーDX増刊歴史ロマンDX』（角川書店）にて連載されるが、同誌が休刊となり、不本意ながらも単行本化の際に「適当なまとめページ」（作者談）が付けられて終わっていた。
作者が心残りがあることを担当の編集者に漏らしたところ、2008年、『flowers増刊凛花』（小学館）創刊に伴い、第1号（2007年6月発売）から12号（2011年2月発売）まで続編が連載された。

## 登場人物
アレクサンダー
マケドニア王国第一王子。聡明で勇猛果敢、人々の心を捉えて離さない不思議な魅力がある。父が暗殺され、王の座に就く。
ヘファイスティオン
小さい頃、落馬事故が原因で人の心の声が聞こえたり、死期が迫っている人に黒い影が見えるようになるが、周囲の欲望など知りたくないことが分かってしまい苦悩していた。自分の力を受け入れ、なおかつ頼ってくれたアレクサンダーに忠誠を誓う。アレクサンダーへの想いは単なる忠誠心だけに止まらないが、道ならぬことと心の中にしまっている。アレクサンダーを守るために力は強まり、人の意志を変えさせたり、物を破壊することができるまでになる。
サーヌ
ロドス島の傭兵。同じく傭兵だった父親に剣を仕込まれ、その腕はアレクサンダーも認めている。アレクサンダーが唯一愛した女。カイロネイアの戦いで死亡する。
クレイトス
アレクサンダーのヘタイロイ。ヘファイスティオンの変化に気づき心配している。
ハルパロス / プトレマイオス / クラテロス
アレクサンダーのヘタイロイ。
クレオパトラ
アレクサンダーの妹。マケドニア第一王女。ヘファイスティオンのことが好きだが、後に伯父であるエペイロス王との結婚が決まる。
アンティパトロス
マケドニア王国留守役重臣。
フィリッポス2世
マケドニア王。アレクサンダーの父親。アッタロスに唆され、妻オリュンピアスと離縁し、彼の姪クレオパトラを新しい王妃に迎え、アレクサンダーも辺境の町イリュリアへ追放したが、アレクサンダーの他意のない笑顔を見て改心する。衛兵・パウサニアスに暗殺される。
オリュンピアス
マケドニア王妃。アレクサンダーの母親。未来を予見する力がある。離縁され一時は力を失うが、夫の死後、アレクサンダーが新王となり再び力を回復する。
アメシス
イリュリアの少女。サーヌに瓜二つ。アレクサンダーに恋をする。
クレオパトラ
マケドニア王妃（フィリッポス2世の後妻）。
アッタロス
クレオパトラのおじ。野心家。
アペレス
画家。描きかけの絵から絵が抜け出すなど不思議な力がある。パンカステのことが好き。
パンカステ
アレクサンダー付きの侍女。ヘファイスティオンに心をねじ曲げられ、アペレスと相思相愛になる。
ダリウス3世
ペルシア王。ギリシアを分断し手に入れようと目論む。

## あらすじ
- 黄金の王子
人の心をよむ能力を持つヘファイスティオンはマケドニアの王子アレクサンダーとミエザで出会う。そしてアレクサンダーは彼の生涯をかえる一人の女傭兵と出会う。
- 疾風の初陣
父王の留守を預かったアレクサンダーは攻め込んで来たマイドイ族を初陣にもかかわらず兵を率いてみごとに倒す。
- 天上の王国へ
理想の国を作ろうと心を砕く王子に傭兵サーヌは惹かれてゆく。
- カイロネイアの悲劇
マケドニアはギリシア連合軍とカイロネイアで対峙する。アレクサンダーの武功でマケドニアは勝利をおさめるがその代償ははかりしれない傷をアレクサンダーに与える。
- イリュリアの恋
新しい妃を迎えた父王にうとまれたアレクサンダーに暗殺の魔の手が迫る。
- ささやく闇の死
陰謀渦巻く王宮の中でアレクサンダーの暗殺を阻止しようとヘファイスティオンはおそろしい決断をする。
- 血の2日間
王の死後アレクサンダーの命を狙う動きはますます酷くなる。後目争いの確執を断ち切るためヘファイスティオンはまたも行動を起こす。
- アペレスの化物
天才画家アベレスの絵から抜け出した化け物があらわれる。それは思わぬ形でアレクサンダーに転機をもたらす。
- テーバイの一本の矢
新王アレクサンダーを暗殺しようとするテーバイの陰謀。それはやがてテーバイの滅亡へとつながっていく。
- タルソスの病
ペルシアを攻めるアレクサンダーはタルソスで熱病にかかり、さらに毒殺されそうになる。
- ペルセポリス炎上
サーヌの生まれ変わりのような少女トルチャに出会ったアレクサンダー。しかしまた運命は残酷にめぐる。
- 闇が来たりぬ
ペルシアを手に入れたアレクサンダーは、マケドニア兵たちと王の間が遠くなって行くのを感じるクレイトスと衝突を起こしてしまう。
- 日蝕の日
バクトリアのロクサーヌと結婚したアレクサンダー。しかし満たされぬ思いで東征を続ける中再び王を狙う矢に襲われる。
- 荒野に一人立つ　
一度死んだアレクサンダーをヘファイスティオンは自らの命を削って甦らせる。

## 書籍情報
- 『アレクサンダー大王 -天上の王国-』 赤石路代 《角川書店 あすかコミックス》
  - 1998年10月発行、ISBN 4-04-924755-0
- 『アレクサンダー大王 -天上の王国-』〈新装版〉 小学館〈フラワーコミックスα〉 全3巻
  1. 2009年6月15日発行、ISBN 978-4-09-132519-8 - 角川版＋『凛花』掲載分1話を収録
  2. 2009年6月15日発行、ISBN 978-4-09-132520-4
  3. 2011年5月10日発売、ISBN 978-4-09-133813-6
- 『アレクサンダー大王 -天上の王国-』〈文庫版〉 小学館〈小学館文庫〉 全2巻
  1. 2014年8月12日発行、ISBN 978-4-09-191504-7
  2. 2014年8月12日発行、ISBN 978-4-09-191505-4